# 봉화 중대사 목조보살좌상 및 복장유물
봉화 중대사 목조보살좌상 및 복장유물(奉化 中臺寺 木造菩薩坐像 및 腹藏遺物)은 대한민국 경상북도 봉화군 봉화읍 삼계리, 중대사에 있는 조선시대의 불상이다. 2015년 12월 28일 경상북도의 문화재자료 제638호로 지정되었다.

## 개요
이 보살상은 나무로 조성되어 鍍金되어 있는 상태의 목조보살좌상이다. 두 팔은 별도로 제작하여 본체에 삽입되었으며, 보관은 근세에 새로 조성된 것이다. 보관 외에 보살상의 상태는 매우 양호한 편이며, 양식적 특징으로 보아 17세기 후반에 활동한 청윤(淸允)의 작품으로 판단된다. 청윤은 법령(法靈)-혜희(惠熙)·조능(祖能)-금문(金文)-청윤(淸允)으로 이어진 17세기 법령파 최후의 수조각승이다. 발원문이 발견되지는 않았지만, 복장물로는 『묘법연화경』 2책과 진언(眞言) 2장이 확인되었다.
비록 명확한 제작연대와 조각가는 알려져 있지 않지만, 조각의 양식적 특징이 뚜렷하고 제작시기도 추정이 가능할 뿐만 아니라 조각의 수준 또한 높기 때문에 목조보살좌상과 복장유물(典籍 2冊, 古文書 2枚)을 일괄(一括)하여 문화재자료(文化財資料)로 지정한다.

## 같이 보기
- 봉화 중대사

## 참고 자료
- 봉화 중대사 목조보살좌상 및 복장유물 - 국가유산청 국가유산포털